# Orange Crate Art
Orange Crate Art è il terzo album in studio di Brian Wilson, il quale vede la collaborazione con Van Dyke Parks, fu pubblicato nel 1995.

## Descrizione
Nei trent'anni seguiti alla loro travagliata collaborazione per l'abortito progetto Smile dei Beach Boys, Wilson e Parks avevano ognuno sviluppato la propria carriera da solista.
Nel 1992 Parks contattò Wilson con l'invito a registrare un album insieme. Wilson era nel mezzo di un ordine restrittivo di allontanamento dal suo psicoterapeuta ordinato dal tribunale, a seguito di anni di abuso di farmaci e grave cattiva condotta. Secondo Parks: «Il motivo per cui glielo chiesi era di occuparsi di questa questione in sospeso e di cercare di sfuggire alla tirannia del senso della storia che è stato imposto sul nostro tentativo fallito. [Smile]». Aggiungendo poi: «Quando lo trovai, era solo in una stanza a fissare la televisione. Era spento».
Si racconta che Wilson abbia interrotto la prima sessione vocale dell'album chiedendo a Parks: «Aspetta un attimo. Cosa ci faccio qui?». Parks premette il pulsante di risposta e disse: «Sei qui perché non sopporto il suono della mia voce!». Wilson si fermò, annuì e si avvicinò al microfono proclamando: «Beh, ha senso! Okay, take one!».
Sebbene pubblicizzato e anticipato come una collaborazione completa, l'album è dedicato alle composizioni di Parks e presenta i suoi tipici giochi di parole e le sue orchestrazioni dense. Wilson, da parte sua, contribuisce solo alla voce e agli arrangiamenti vocali. Parks ha anche riferito che, nonostante il suo invito, Wilson si era rifiutato di contribuire al progetto musicale. Ciononostante, era entusiasta di registrare l'album per Parks, determinato a creare qualcosa con cui "potesse vivere" dieci anni dopo.

## Accoglienza
| Recensione                    | Giudizio |
| ----------------------------- | -------- |
| AllMusic                      | [ 4 ]    |
| Christgau's Consumer Guide    | n.c.     |
| Entertainment Weekly          | A−       |
| MusicHound Rock               | [ 7 ]    |
| Orlando Sentinel              | [ 8 ]    |
| The Rolling Stone Album Guide | [ 9 ]    |

Considerata la storia dei suoi artisti, l'album era pieno di aspettative, ma all'uscita ricevette recensioni contrastanti e riscosse vendite deludenti, non riuscendo nemmeno a entrare in classifica. Stephen Thomas Erlewine di AllMusic scrisse: "L'approccio di Van Dyke Parks è intellettuale, non istintivo, il che significa che le sue composizioni sono eccessivamente elaborate e complicate. Invece di rendere le sue melodie orecchiabili, Parks si assicura che siano complesse, il che significa che raramente sono memorabili. Allo stesso modo, i suoi testi sono densi e carichi di immagini poetiche e metafore, eppure sono decisamente troppo cerebrali per un album pop. D'altro canto, Orange Crate Art non è un album pop: è un'opera d'arte consapevole di sé."
Parks ha ripetutamente espresso la sua delusione per l'accoglienza ricevuta dall'album, dicendo: «Ci sono voluti tre anni e 350.000 dollari. Il disco è uscito ed è affondato senza lasciare traccia».

## Tracce
Testi e musiche di Van Dyke Parks, eccetto dove indicato.
1. Orange Crate Art – 3:00
2. Sail Away – 5:15
3. My Hobo Heart – 3:16 (testo: Michael Hazelwood)
4. Wings of a Dove – 3:07
5. Palm Tree and Moon – 4:07
6. Summer in Monterey – 4:14 (testo: Michael Hazelwood)
7. San Francisco – 4:28
8. Hold Back Time – 3:39
9. My Jeanine – 3:13
10. Movies Is Magic – 3:54
11. This Town Goes Down at Sunset (Michael Hazelwood) – 3:21
12. Lullaby (George Gershwin) – 6:06

## Formazione
- Brian Wilson – voce, arrangiamento vocale
- Van Dyke Parks – composizione, produzione, arrangiamenti

Musicisti aggiuntivi
- Johnny Britt – cori
- Dennis Budimir – chitarra, mandolino
- Chilli Charles – batteria, percussioni
- Bernie Dresel – batteria, percussioni
- Grant Geissman – chitarra, mandolino
- Donny Gerrard – cori
- Richard Greene – violino
- Robert Greenidge – batteria
- Danny Hutton – cori
- Ira Ingber – chitarra, mandolino
- David Joyce – cori
- Doug Lacy – cori
- Arnold McCuller – cori
- David McKelvy – armonica
- Tommy Morgan – armonica
- Terrence Schonig – dulcimer
- Carl Sealove – basso
- Leland Sklar – basso
- Fred Tackett – chitarra, mandolino
- Carmen Twillie – cori
- Monalisa Young – cori